# 西延岡駅
西延岡駅（にしのべおかえき）は、かつて宮崎県延岡市松山町にあった高千穂鉄道高千穂線の駅である。高千穂線が2007年（平成19年）に部分廃線になったことに伴い廃駅となった。

## 歴史
- 1935年（昭和10年）2月20日：国有鉄道日ノ影線の駅として開業[1]。一般駅[1]。
- 1955年（昭和30年）4月1日：貨物および荷物扱い廃止[1][2]。駅員無配置駅となる[3]。
- 1987年（昭和62年）4月1日：国鉄分割民営化により九州旅客鉄道の駅となる[1]。
- 1989年（平成元年）4月28日：第三セクター転換により高千穂鉄道の駅となる[4]。
- 2005年（平成17年）9月6日：台風14号による被害で高千穂線が全線運休となる。
- 2007年（平成19年）9月6日：延岡 - 槇峰間廃止により廃駅となる。

## 駅構造
単式ホーム1面1線を有する地上駅であった。無人駅で、ホーム上に待合所が設置されていた。

## 利用状況
2003年時点では1日平均108人の乗客があった。

## 駅周辺
延岡市の市街地から外れた位置にあった。
- 延陵自動車学校
- 松山公民館
- 西階城址[4]
- 南方古墳群[4]
- 国道218号
- 宮崎県道241号延岡インター線（延岡インターアクセス道路）
- 五ヶ瀬川

かつては近隣に宮崎県立延岡わかあゆ支援学校があったが、同校は2012年（平成24年）3月31日をもって閉校した。延岡市内にあった特別支援学校の統合により、同年4月1日に宮崎県立延岡しろやま支援学校が開校している。

## 現状
地元住民により市と交渉して駅名標とホームおよび軌道が残っているが、駅東側の盛土の一部が駐車場として整備する関係で破壊された。また、延岡駅側にも軌道が300 mほど残っている。近くの松山川に架かっていたガーター橋は取り外され線路後に放置されている。

## 隣の駅
高千穂鉄道
■高千穂線
延岡駅 - 西延岡駅 - 行縢駅